# Aut Records
Aut Records is een platenlabel uit Berlijn, dat zich richt op jazz, geïmproviseerde muziek en elektronische muziek. Het is in 2010 opgericht door de saxofonist en klarinettist Davide Lorenzon. Lorenzon and Bob Meanza zijn de artistieke leiders. Aut is een label dat geen winstoogmerk heeft. 
Aut Records heeft tientallen albums uitgebracht van musici die actief zijn in uiteenlopende stijlen, waaronder vrije improvisatie, jazz, elektronische muziek, rock, en experimentele compositie.
Enkele namen: cellist Tristan Honsinger met het Hanam Quintet, Luciano Caruso, pianist Emanuele Maniscalco, pianist Nicola Guazzaloca, violist Szilard Mezei, Davide Lorenzon met het trio 'Kongrosian', en Bob Meanza.
Er wordt veel aandacht geschonken aan de vormgeving van de albums. Artiesten die voor het label grafisch werk hebben geleverd zijn onder andere Sandro Crisafi, Roberto Laforgia, Emanuele Kabu, Pietro Caponnetti, Martina Gunkel, Nicola Guazzaloca, Massimo Ugolini.
Sinds 2014 organiseert het label in Berlijn elk jaar een muziekfestival, het Aut Fest, met optredens van artiesten van het label.

## Catalogus
| Jaar | Titel                                 | Artiest(en)                                                                                   | Cat. nr. |
| ---- | ------------------------------------- | --------------------------------------------------------------------------------------------- | -------- |
| 2010 | Bootstrap Paradox                     | Kongrosian met Oreste Sabadin (Alberto Collodel, Davide Lorenzon, Ivan Pilat, Alessio Faraon) | aut 001  |
| 2011 | Trypterygion                          | Luciano Caruso, Luigi Vitale                                                                  | aut 002  |
| 2011 | You Can Never Please Anybody          | Crisco 3 (Francesco Bigoni, Piero Bittolo Bon, Beppe Scardino)                                | aut 003  |
| 2012 | The Exit Door Leads In                | Kongrosian (Alberto Collodel, Davide Lorenzon, Ivan Pilat)                                    | aut 004  |
| 2012 | Electrical Landscapes                 | Laand                                                                                         | aut 005  |
| 2013 | Small Choices                         | Small Choices (Gabriele Rubino, Emanuele Maniscalco, Giacomo Papetti)                         | aut 006  |
| 2013 | Color Network                         | Danilo Gallo, Francesco Massaro, Giacomo Mongelli, Beppe Scardino, Adolfo La Volpe            | aut 007  |
| 2013 | Hanam Quintet feat. Tristan Honsinger | Hanam Quintet, Tristan Honsinger                                                              | aut 008  |
| 2014 | Bug Jargal                            | Bug-Jargal (Luciano Caruso, Giorgio Pacorig, Nello Da Pont)                                   | aut 009  |
| 2014 | Schrödinger's Cat                     | Schrödinger's Cat (Paolo Bruso, Riccardo Marogna, Niccolo Romanin)                            | aut 010  |
| 2014 | puzzling                              | Patchwork Voices (Claudia Cervenca, Annette Giesriegl)                                        | aut 011  |
| 2014 | Cups, Glasses and Tanks               | Nicola Guazzaloca, Pablo Montagne, Giacomo Mongelli                                           | aut 012  |
| 2014 | Homoheterogeneity                     | Raccoglimento Parziale (Stefano Meucci, Andrea Giachetti)                                     | aut 013  |
| 2014 | Aut To Lunch                          | Piero Bittolo Bon, Alfonso Santimone, Danilo Gallo, Gioele Pagliaccia                         | aut 014  |
| 2014 | S/t                                   | Benedict Anderson The Band (Paul Roth, Karsten Lipp, Christian Windfeld)                      | aut 015  |
| 2014 | Hanam at Piggotts                     | Hanam Quintet (Anna Kaluza, Alison Blunt, Manuel Miethe, Horst Nonnenmacher, Niko Meinhold)   | aut 016  |
| 2014 | Tecniche Arcaiche - Live at Angelica  | Nicola Guazzaloca                                                                             | aut 017  |
| 2015 | OU                                    | Bob Meanza & Filipe Dias De                                                                   | aut 018  |
| 2015 | Down to Earth                         | Urban Killas                                                                                  | aut 019  |
| 2015 | Fish Tales                            | UGO                                                                                           | aut 020  |
| 2015 | Zero Brane                            | Matteo Tundo                                                                                  | aut 021  |
| 2015 | Bullsheep                             | Toxydoll                                                                                      | aut 022  |
| 2016 | Silent People                         | Silent People (Stefano Meucci, Gianpaolo Camplese)                                            | aut 023  |
| 2016 | Cantiere Simone Weil                  | Szilard Mezei, Nicola Guazzaloca, Tim Trevor-Briscoe                                          | aut 024  |
| 2016 | Chinese Whispers                      | Hic Salta (Davide Lorenzon, Nicola Guazzaloca, Stefano Meucci)                                | aut 025  |
| 2016 | Le armi di Ares                       | Vocione (Marta Raviglia, Tony Cattano)                                                        | aut 026  |
| 2016 | Holoturia                             | Berlin Soundpainting Orchestra                                                                | aut 027  |
| 2016 | AUTotrophy                            | 12+ (Giacomo Cioni)                                                                           | aut 028  |
| 2016 | Paradigm Shift                        | Francesco Chiapperini's "InSight"                                                             | aut 029  |
| 2016 | Invisible Cities                      | Eloisa Manera Ensemble                                                                        | aut 030  |
| 2016 | Blooming                              | Florian Chaigne                                                                               | aut 031  |
| 2016 | Bad Habits                            | Christian Ferlaino                                                                            | aut 032  |
| 2016 | Naca                                  | Tony Cattano "Naca"                                                                           | aut 033  |
| 2016 | Il sistema periodico                  | DST                                                                                           | aut 034  |